# Бердымуратов, Рустам
Рустам Бердымурадов — советский узбекистанский хозяйственный деятель, Герой Социалистического Труда.

## Биография
Родился в 1927 году на территории современного Шерабадского района Сурхандарьинской области.
В 1940—1964 — чабан, старший чабан, заведующий фермой колхоза «40 лет Октября» Термезского района Сурхандарьинской области.
В 1964—1987 — бригадир каракулеводческой бригады, зоотехник, заведующий отделением каракулеводческого совхоза «Коммунизм» Шерабадского района Сурхандарьинской области Узбекской ССР.
Указом Президиума Верховного Совета СССР от 6 августа 1958 года присвоено звание Героя Социалистического Труда с вручением ордена Ленина и золотой медали «Серп и Молот».
Умер после 1987 года.

## Награды и звания
- Герой Социалистического Труда (06.08.1958)
- Орден Ленина (06.08.1958)
- Орден Трудового Красного Знамени (26.02.1981)